# The Fable of Higher Education That Was Too High for the Old Man
The Fable of Higher Education That Was Too High for the Old Man è un cortometraggio muto del 1914 diretto da George Ade e prodotto dalla Essanay Film Manufacturing Company.
La storia, firmata da Ade anche nel soggetto, è tratta dai racconti dello scrittore, popolare cantore dell'inurbamento negli USA delle grandi masse contadine, trascinate nel fermento delle città in espansione tra fine Ottocento e primo Novecento.

## Produzione
Il film fu prodotto dalla Essanay Film Manufacturing Company.

## Distribuzione
Distribuito dalla General Film Company, il film - un cortometraggio di una bobina - uscì nelle sale cinematografiche USA il 22 luglio 1914.